# Rudolf Smutný
Rudolf Smutný (23. dubna 1923 – 23. prosince 1985) byl český a československý bezpartijní politik, poslanec České národní rady a Sněmovny národů Federálního shromáždění na počátku normalizace.

## Biografie
K roku 1969 se uvádí původní profesí výzkumný pracovník, bytem Ústí nad Labem. Absolvoval ČVUT a v době svého nástupu do parlamentu pracoval jako samostatný výzkumný pracovník ve Spolku pro chemickou a hutní výrobu v Ústí nad Labem. Byl aktivním členem ROH a členem ÚVOS chemie. Byl mu udělen odznak Vzorný pracovník a Stříbrný odznak ROH.
Po provedení federalizace Československa usedl v lednu 1969 do Sněmovny národů Federálního shromáždění. Do federálního parlamentu ho nominovala Česká národní rada, kde rovněž zasedal. Ve federálním parlamentu setrval do prosince 1969, kdy rezignoval na mandát.